# Dimitris Salpingidis
Dimitris Salpingidis (řecky Δημήτρης Σαλπιγγίδης; * 18. srpna 1981, Soluň) je bývalý řecký fotbalový útočník nebo krajní záložník, PAOK FC byl posledním klubem, za který nastupoval. V sezónách 2007/08 a 2008/09 se stal nejlepším fotbalistou řecké Superligy (resp. řeckým Fotbalistou roku). V sezóně 2005/06 se stal se 17 brankami nejlepším kanonýrem řecké Superligy.

## Klubová kariéra
Velkou část kariéry strávil v klubu PAOK FC, se kterým vyhrál titul v řecké Superlize a získal prvenství v řeckém fotbalovém poháru.
3. září 2013 v základní skupině Evropské ligy 2013/14 vstřelil v nastaveném čase gól v utkání proti domácímu nizozemskému celku AZ Alkmaar, střetnutí skončilo remízou 1:1. 24. října 2013 v dalším utkání Evropské ligy s izraelským celkem Makabi Haifa se gólem podílel na vítězství PAOKu 3:2.

## Reprezentační kariéra
V A-mužstvu Řecka debutoval 17. srpna 2005 proti domácímu týmu Belgie, kde nastoupil na hřiště ve druhém poločase. Řecko tento přátelský zápas prohrálo 0:2.
15. listopadu 2013 vstřelil gól v barážovém utkání proti domácímu Rumunsku a podílel se tak na výhře 3:1. Řecko poté v odvetném zápase remizovalo 1:1 a zajistilo si tak postup na Mistrovství světa ve fotbale 2014 v Brazílii.
Účast Dimitrise Salpingidise na vrcholových turnajích:
- Mistrovství Evropy 2008 v Rakousku a Švýcarsku
- Mistrovství světa 2010 v Jihoafrické republice
- Mistrovství Evropy 2012 v Polsku a na Ukrajině
- Mistrovství světa 2014 v Brazílii, kam jej nominoval portugalský trenér Fernando Santos.[6] Zde Řekové dosáhli svého historického maxima. Poprvé na světových šampionátech postoupili do osmifinále (ze základní skupiny C), tam byli vyřazeni Kostarikou v penaltovém rozstřelu poměrem 3:5 (stav po prodloužení byl 1:1).[7]